# 耐力賽 (摩托車運動)

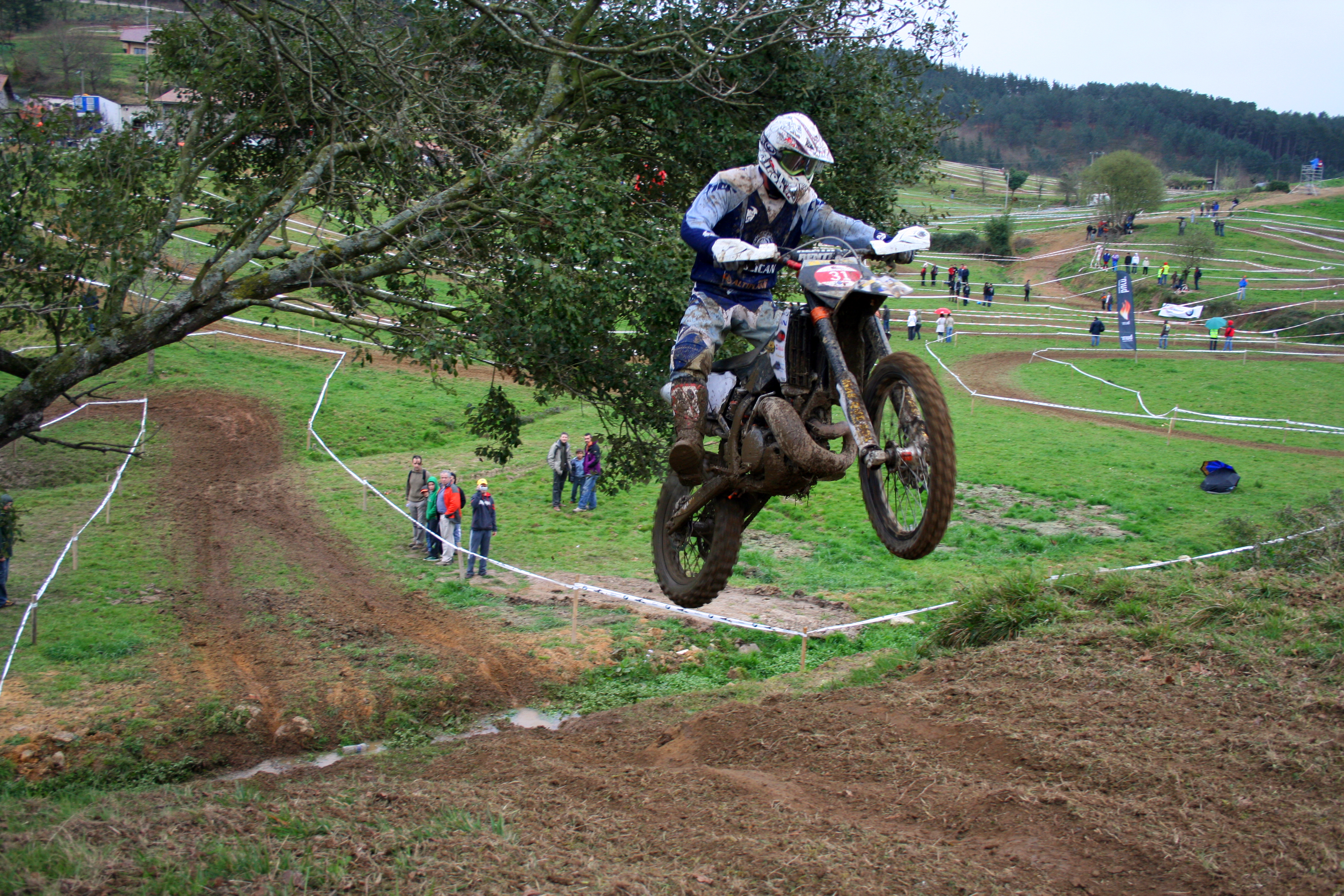
在西班牙阿拉特蘇地區，E2級別越野機車賽的飛跳動作

耐力賽（Enduro）是一種穿越荒野的越野機車運動，包含許多不同的障礙與挑戰。主要的耐力賽事有世界耐力錦標賽（World Enduro Championship），其形式為分段計時耐力賽。

## 時間保持耐力賽
在傳統的時間保持耐力賽中，選手排成橫列、方陣同時出發，或每隔數分鐘分列出發。賽事的目標是根據緊湊的時程表抵達預定的檢查點，過早或過晚抵達都會導致選手的積分遭到扣分懲罰。一天可能會進行數次加油與車輛維護的後勤補給時段。未於預定時間抵達或接受賽事不允許的外界支援都會受到懲罰。
世界錦標賽賽程至少達200公里以上，最多30%路段為鋪裝路面。美國機車聯盟（American Motorcycle Association）的賽事規範注重賽事距離與其他因素（如平均車速、地形種類等）。各區域賽事組織的規範會影響特定耐力賽的規則。

## 耐力賽與拉力賽

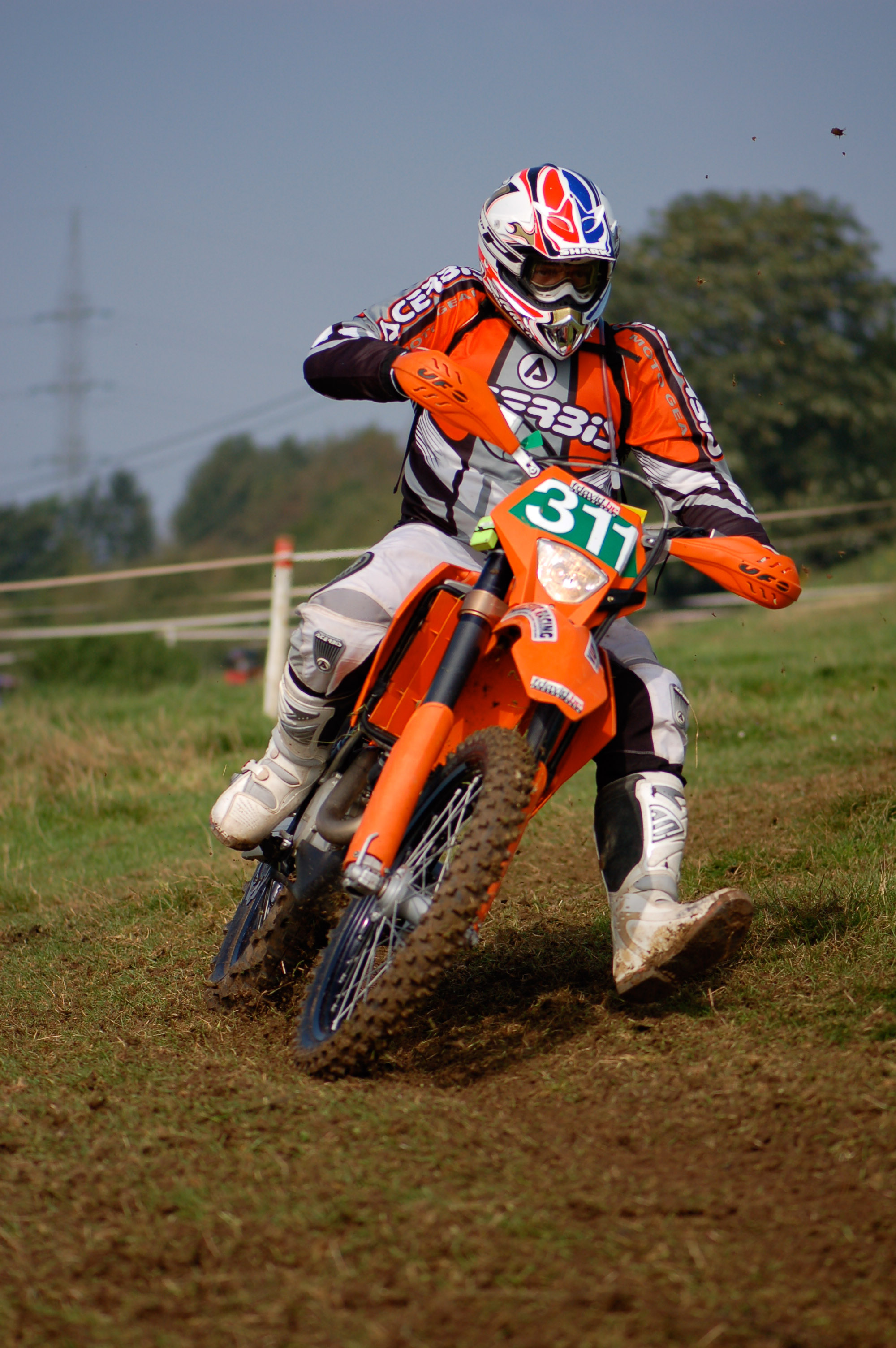
參加2007年Enduro de Dinant的KTM選手。

一般觀眾經常混淆耐力賽與拉力賽賽事。在全球越野機車社群中，「耐力賽」一詞傳統上特指「時間保持賽」，選手必須在各種地形中保持每小時平均的推進速度。選手必須通過賽事中一系列不公開的檢查點，並根據選手抵達檢查點的時間決定是否扣分。
「拉力賽」為點對點賽事，最快抵達終點的選手為獲勝者。此類賽事的單圈距離可能比全場賽事的總距離短，因此一場賽事必須循環數圈。此類賽事的距離也可能非常長，因此選手不會在同樣的路段騎乘第二圈。
在美國，拉力賽大受歡迎，並且常被稱為「耐力賽」。自2007年以來，AMA國際耐力賽使用稱為「Start-Control / Restart」的賽制。此賽制降低賽事複雜度，被認為對新進選手更加友善且更容易獲得積分。
拉力賽與耐力賽容易混淆之處，在於它們相較於一般動力賽事，賽道長度很長；賽道涵蓋無道路的自然地形，經常不會騎乘重複的路段。以拉力賽Baja 500與Baja 1000為例，由SCORE International進行推廣與管理，是知名的長距離越野賽事。賽程橫跨數日，其中一些路段為計時，其餘路段為不計時，常被稱為拉力賽，如達卡拉力賽。

## 車輛

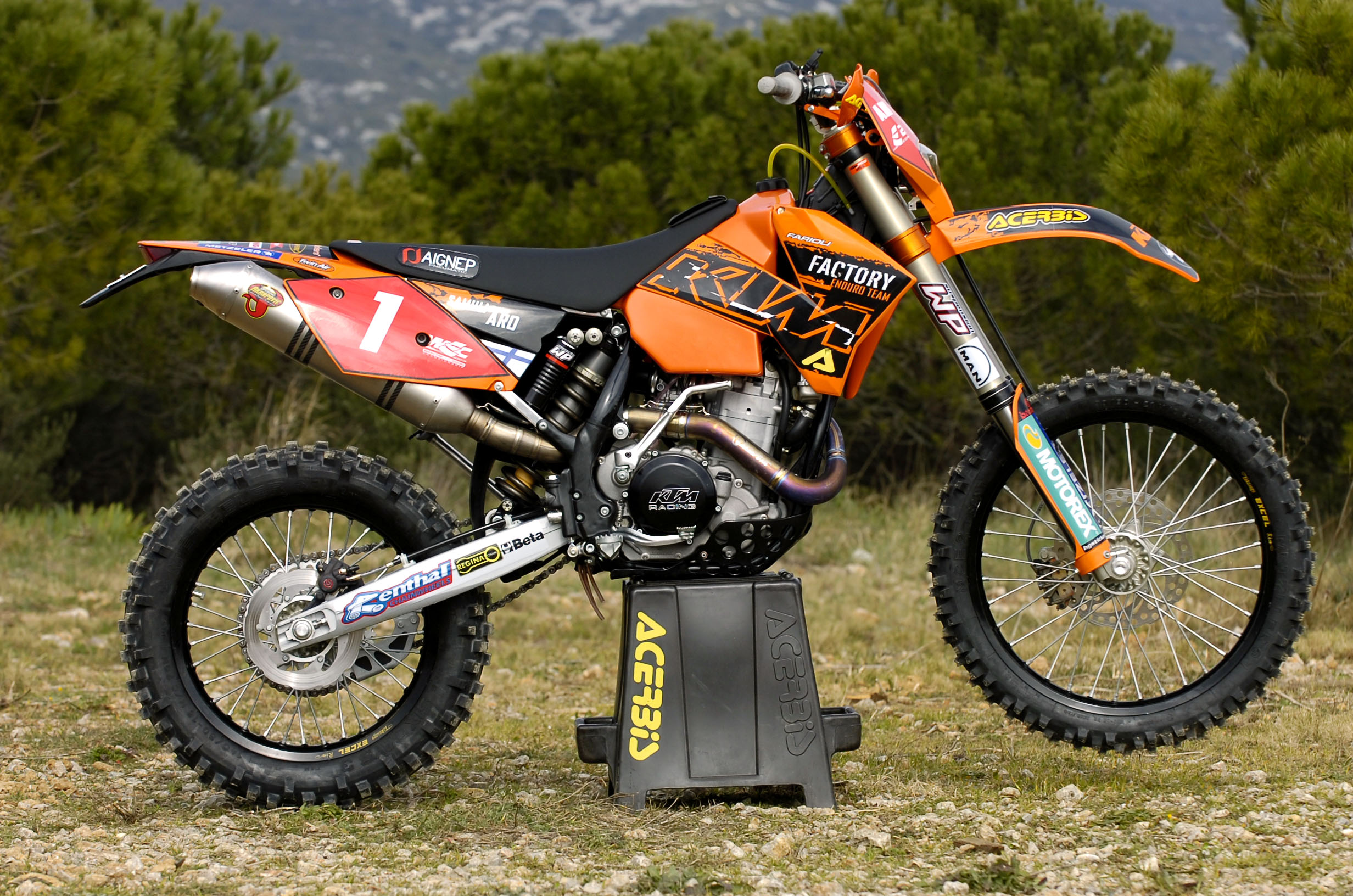
世界耐力錦標賽E2級別越野車.

耐力越野車專為耐力賽設計，擁有比場地越野車行程更長的懸吊，且必須能夠合法行駛賽程中的公共道路路段。引擎一般為單缸二行程125至300 cm³ (cc)或單缸四行程250至650 cm³ (cc)。
世界耐力錦標賽與其他耐力賽事常分為3個組別：Enduro 1（二行程100─125 cc、四行程175─250cc）、Enduro 2（二行程175─250 cc、四行程290─450cc）、Enduro3（二行程290─500 cc、四行程475─650cc）。

## 流行

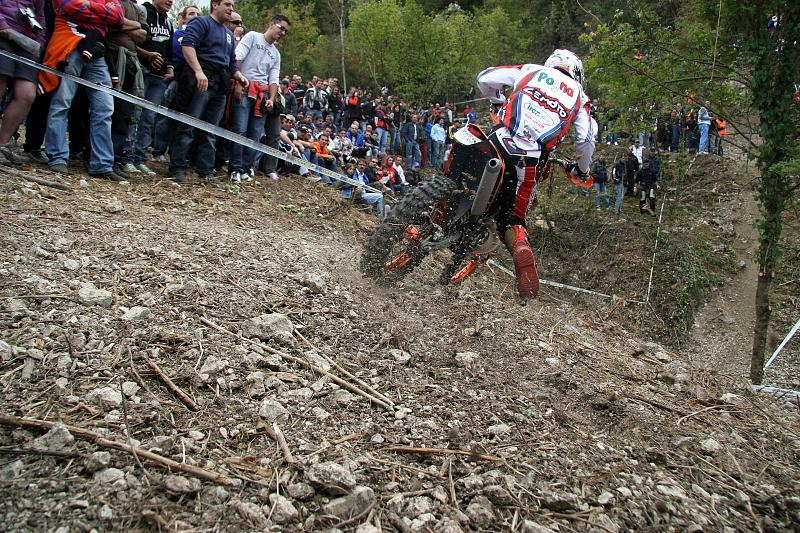
在義大利，觀眾關注一名初級選手

耐力賽受歡迎的程度因國家、地區或賽事種類而異。一些熱門賽事被廣義歸類為耐力賽，即便應該歸類為拉力賽。

## 衍生
除了拉力賽以外，還有其他非常類似於耐力賽的越野賽事，它們不一定是時間保持賽，但經常被其他賽事組織認可，而非被主要的賽事組織認可。
以美國的Grand National Cross Country為例，其賽事類型更接近於Hare Scrambles而非耐力賽，接近於奧地利的Erzberg Rodeo賽事──在數公里長的場地繞行數圈的短距離賽事。除了機車賽事以外，GNCC還以高水準的全地形車賽事聞名。
場地耐力賽或室內耐力賽是舉辦於特定場地內的衍生賽事，選手必須盡速完成類似於耐力賽的障礙賽道。

## 知名的耐力賽選手

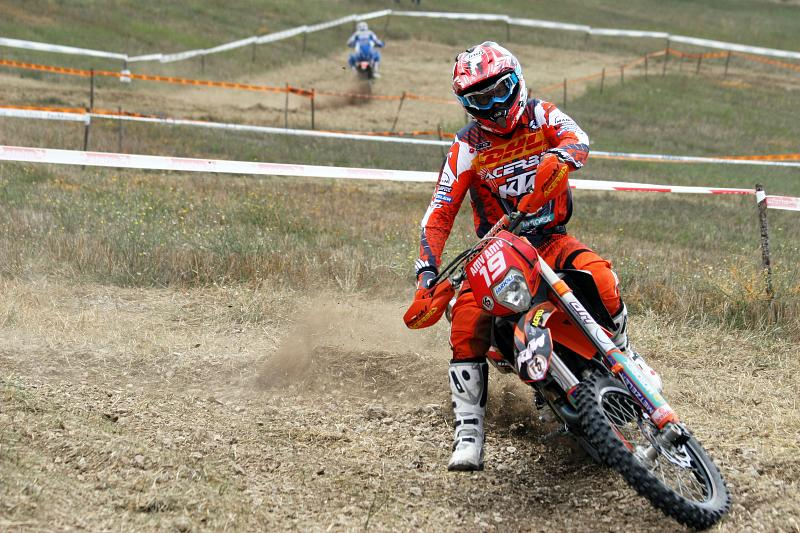
獲得12次世界冠軍的Juha Salminen参加2008年義大利大獎賽。

| - Mika Ahola – 5次世界錦標賽冠軍 - Samuli Aro – 5次世界錦標賽冠軍 - Dick Burleson – 8次AMA國家錦標賽與AMA機車名人堂入選者 - Andy Caldecott - Iván Cervantes – 3次世界錦標賽冠軍 - Carl Cranke – 5次ISDT金牌、AMA機車名人堂入選者 - John Deacon - Paul Edmondson – 4次世界錦標賽冠軍 - Anders Eriksson – 7次世界錦標賽冠軍 - David Knight – 2次世界錦標賽冠軍 - Mike Lafferty – 數次AMA國家錦標賽冠軍 - Fabrizio Meoni – 達卡拉力賽冠軍 | - Stefan Merriman – 4次世界冠軍 - John Penton, 美國機車耐力賽先驅 - 斯特凡·彼得汉塞尔 – 多次世界錦標賽、達卡拉力賽冠軍 - Xavier Pons - Mario Rinaldi – 4次世界錦標賽冠軍 - Richard Sainct – 達卡拉力賽冠軍 - Giovanni Sala – 6次世界錦標賽冠軍 - Juha Salminen – 12次世界錦標賽冠軍 - Petteri Silván –5次世界錦標賽冠軍 - Malcolm Smith - Kari Tiainen – 7次世界錦標賽冠軍 - Billy Uhl – 5次ISDT金牌、AMA機車名人堂入選者 - Laia Sanz - 5次世界錦標賽冠軍（女性） |

## 延伸閱讀
- 拉力賽
- 越野車
- 機車種類

## 外部連結
- FIM官方網站（英文）
- 世界耐力錦標賽官方網站（英文） （页面存档备份，存于）